# 内板信号场
內板信號場（：／ Naepan yeok）是京釜線沿線的一座线路所，位于韓國世宗特别自治市燕東面。

## 历史
- 1922年5月11日 - 落成使用。

## 车站周边
- 燕东初等学校
- 燕东中学
- 中部圈内陆货物基地

## 邻近车站
韓国铁道公社
京釜線
鳥致院－內板信號場－芙江